# Udo Eling
Udo Eling (* 1962 in Thuine) ist ein deutscher Autor, Satiriker und Journalist.

## Leben
Der in Lingen (Ems) aufgewachsene Eling (Abitur am Gymnasium Georgianum Lingen) schrieb zunächst Radiosatiren für den Süddeutschen Rundfunk. Ab 1990 war er Autor der satirischen Puppenshow „Hurra Deutschland“ in der ARD. Von 1991 bis 1998 war Eling satirischer „Hausautor“ der Sendungen „ZAK“ und „Privatfernsehen“ von Friedrich Küppersbusch.
2010 wirkte er an der Sendung „Die lange Nacht des Helmut Kohl“ mit. Im September 2010 produzierte er zusammen mit Christian Spanik eine Reisereportage mit dem Titel „Früher war hier Todesstreifen“ über eine Radreise entlang der ehemaligen deutsch-deutschen Grenze.
Udo Eling ist einer der Satiriker des ARD-Morgenmagazin mit einem regelmäßigen Sendeplatz.
Er arbeitet mittlerweile vorwiegend für den WDR, seit 1995 häufig mit seiner Frau und Co-Autorin Philine Eling. Die beiden haben einen Sohn, den Automobiljournalisten Jonas Eling.
2010 wurde Udo Eling mit dem Ernst-Schneider-Preis für Wirtschaftsberichterstattung für einen Beitrag über eine Schraube geehrt.

## Werke
- mit Susanne Klein: Wirkungsvoll telefonieren. Der richtige Umgang mit dem Telefon. Econ, 1992, ISBN 3-612-21128-5.
- mit Christian Spanik: DVD-Radreisevideo Elbe-Radweg. Esterbauer Verlag, 2010.
- mit Christian Spanik: DVD-Radreisevideo Donau-Radweg. Esterbauer Verlag, 2011.[4]
- mit Klaus Wolf: Das ist wirklich die Krönung! Bart oder Raute. Lappan Verlag, 2017.